# 寶石麗鰻
寶石麗鰻為輻鰭魚綱鰻鱺目糯鰻亞目蛇鰻科的其中一種，分布於中東太平洋區，從墨西哥加利福尼亞灣至巴拿馬海域，棲息深度5-25公尺，體長可達113公分，棲息在沙底質、岩石底質海域，為底棲性魚類，屬肉食性。

## 擴展閱讀
維基物種上的相關：寶石麗鰻